# موبيل 1
موبيل 1 هي ماركة من زيت المحركات الاصطناعية ومنتجات تزييت السيارات الأخرى. تم تطويره في الأصل من قبل شركة موبيل للنفط ، ويتم تسويقه عالمياً وبيعه من قبل إكسون موبيل.
تم تقديم زيت المحرك موبيل 1 عام 1974. يشمل نطاق العلامة التجارية الآن مجموعة متنوعة من زيوت المحركات ، فلتر الزيت ، الشاسيه الشحوم ، سوائل ناقل الحركة ومواد التشحيم والعتاد.